# گرت-پاول فن بلو
گرت-پاول والریان گئورگ هاینریش فن بلو (به آلمانی: Gerd-Paul Valerian Georg Heinrich von Below) (۳۰ نوامبر ۱۸۹۲ - ۸ دسامبر ۱۹۵۳) یک نظامی بلندپایه آلمانی در دوره رایش سوم بود. وی در جنگ جهانی دوم موفق به دریافت صلیب شوالیه صلیب آهنین شد. فن بلو در نهایت در مه ۱۹۴۵ خود را تسلیم ارتش سرخ کرد و در سال ۱۹۵۳ در اسارت درگذشت.

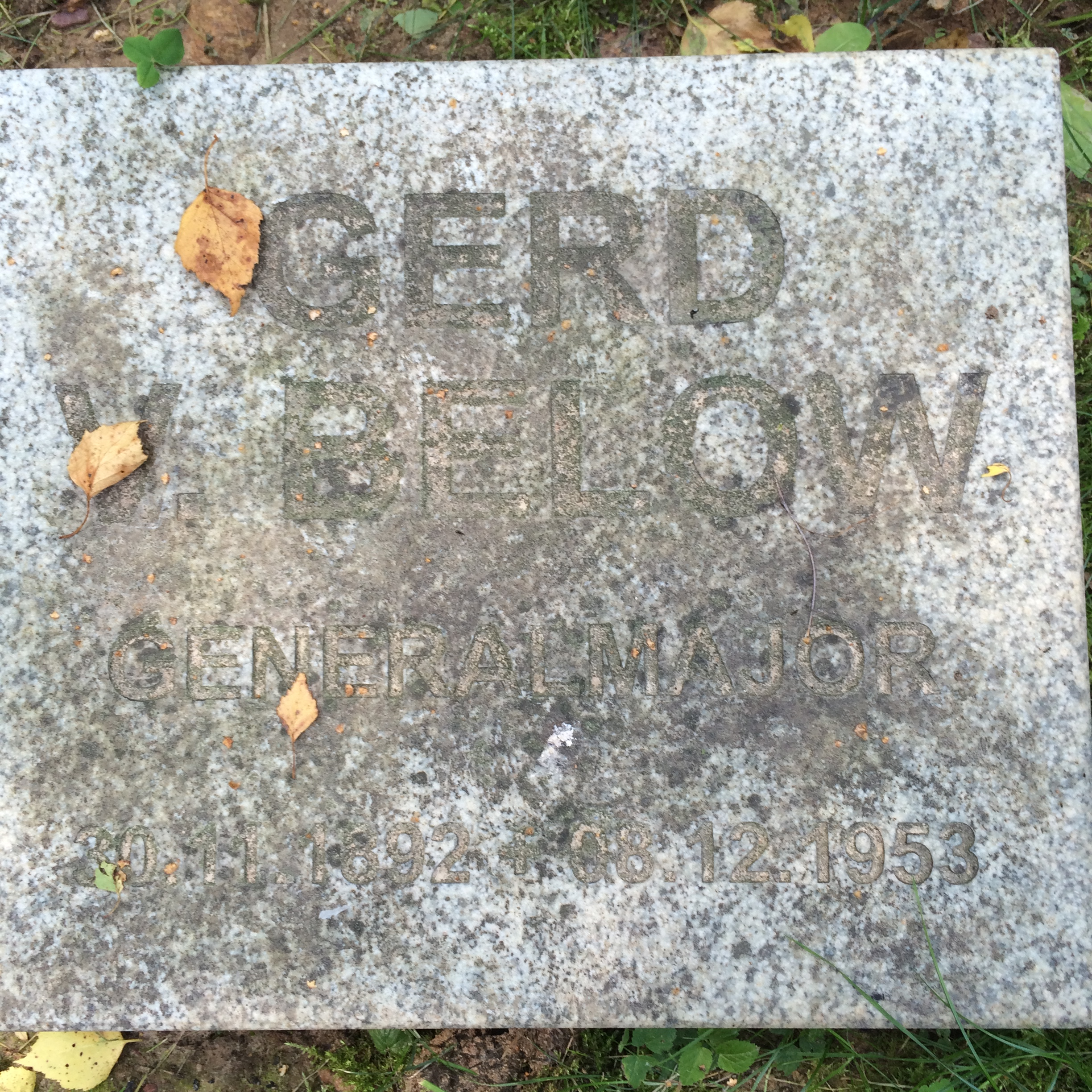